# دهه ۱۶۳۰ (پیش از میلاد)
دهه ۱۶۳۰ (پیش از میلاد) صد و شصت و سومین دهه قبل از مبدا شروع تقویم میلادی است.